# Burriana
Burriana är en kommunhuvudort i Spanien.   Den ligger i provinsen Província de Castelló och regionen Valencia, i den östra delen av landet, 300 km öster om huvudstaden Madrid. Burriana ligger 22 meter över havet och antalet invånare är 34 565.
Terrängen runt Burriana är platt. Havet är nära Burriana åt sydost.  Närmaste större samhälle är Castelló de la Plana, 11,2 km norr om Burriana. Trakten runt Burriana består till största delen av jordbruksmark.